# Susanie Davis Bryan
Susanie Davis Bryan (San Andrés, 1963) es una política colombiana que se desempeñó como Gobernadora de San Andrés y Providencia entre 2003 y 2005. 

## Reseña biográfica
Nació en el sector de Bottom Side en la Isla de San Andrés, hija de Carlos Davis Forbes y de Elin Bryan Archbold. Realizó sus estudios primarios y secundarios en el Colegio de la Sagrada Familia y estudió Administración de Empresas en la Universidad de La Salle, en Bogotá, y se especializó en Administración Pública en la Escuela Superior de Administración Pública.
Para las elecciones regionales de Colombia de 2003 fue candidata a la Gobernación de San Andrés por el Movimiento de Integración Regional, liderado por el Representante a la Cámara por San Andrés, Julio Gallardo Archbold, quien era entonces uno de los políticos más poderosos del archipiélago. El 2 de marzo de 2003, en unas elecciones marcadas por una abstención del 62%, fue elegida como Gobernadora con 5.277 votos, dejando en segundo lugar al empresario Carlos Archbold Cerón, que obtuvo 3.492 votos. Así, y con el apoyo del Partido Conservador, se convirtió en la primera gobernadora elegida por voto popular, pues Cristina Mitchell Hunter, quien gobernó en 1997, había sido designada por el presidente Ernesto Samper en calidad de encargada.
Durante su administración saneó las finanzas del departamento y también entregó, en una controvertida decisión, la concesión del muelle de la Isla a la compañía Howard & Cía. por 20 años.
En las elecciones regionales de Colombia de 2011 volvió a ser candidata a la Gobernación, perdiendo contra la liberal Aury Guerrero Bowie. Tras acabar su mandato en 2005, se convirtió en directora administrativa de la Cámara de Representantes, ocupando el cargo entre septiembre de 2005 y agosto de 2006. En este cargo se vio involucrada en un escándalo por un contrato de 1.940 millones de pesos para dotar a los congresistas de computadores.
En las elecciones regionales de Colombia de 2015 volvió a ser candidata a la Gobernación, por el mismo movimiento "gallardista", el Movimiento de Integración Regional, el cual ya no poseía personería jurídica. Debido a esto, se inscribió por fimas, las cuales no fueron aceptadas en un principio por la Registraduría; sin embargo, al final fue aprobada su candidatura por firmas, además de haber obtenido el apoyo del Partido Conservador, Alianza Verde y del Movimiento de Integración Social.
Pese a todo, resultó derrotada por el liberal Ronald Housni Jaller, quedando en cuarto lugar.
Davis también se ha desempeñado como directora seccional de Cajanal, directora regional del Instituto Colombiano de Bienestar Familiar (ICBF), directora seccional del SENA y directora ejecutiva de la Corporación Autónoma Regional Coralina.
Ha sido condecorada con la Mención de Honor Especial de la Dirección General de la Defensa Civil, la Medalla al Mérito Ciudadano de la Policía Nacional, la Orden de la Democracia Simón Bolívar de la Cámara de Representantes y la Orden del Mérito Naval Almirante Padilla en el grado de Comendador, de la Armada Nacional de Colombia.